# Forma językowa
Forma językowa – jednostka pełniąca funkcję semantyczną lub syntaktyczną (morfem, wyraz, konstrukcja, zdanie). Mówi się m.in. o formach wyrazowych (słownych), służących wyrażeniu pewnego znaczenia gramatycznego (np. forma rzeczownika w danym przypadku, danej liczbie itp.).
Leonard Bloomfield wyróżniał formy językowe wolne i związane. Do pierwszych zaliczał takie formy, które mogą tworzyć wypowiedzenie (np. pol. wczoraj – Kiedy byłeś w kinie? → Wczoraj.); do drugich zaś jednostki, które nie mogą być użyte w ten sposób (np. pol. sufiks -ość, prefiks wy-).
W językoznawstwie tradycyjnym formę przeciwstawiano znaczeniu. Tak rozumiana forma językowa stanowi składową elementu językowego pierwszego rozczłonkowania, odróżnianą od znaczenia. Współcześnie w tym sensie stosuje się zwykle termin „plan wyrażenia”.
Forma gramatyczna stanowi postać autosemantyczną słowa w relacji do innych słów w zdaniu. Forma gramatyczna rozkłada się na bazę (lub wyraz główny) o wartości leksykalnej oraz na formant (lub wyraz pomocniczy) pełniący funkcję gramatyczną. Np. pol. książk-ą; będziemy pisać; tur. yaz-mak – „pisać”, yaz-dı – napisał(a). Formy gramatyczne wyrażają określone kategorie gramatyczne. Niekiedy pewna postać fleksyjna można zostać zaliczona do kilku form gramatycznych w zależności od tego, do jakiej kategorii gramatycznej się odnosi: np. pol. nodze to forma celownika l. poj. lub miejscownika l. poj. (zob. synkretyzm). W formach gramatycznych bywa spotykany supletywizm (np. pol. człowiek – ludzie; słow. človek – ľudia).